# Boksburg
Boksburg és una ciutat (i un important centre miner) situada al Rand de l'Est, a la província de Gauteng, Sud-àfrica. Té un total de 471.121 habitants. Rep el nom de l'antic Secretari d'Estat de la República Sud-africana, Willem Eduard Bok (1846-1904). El carrer Main Reef connecta Boksburg amb totes les altres ciutats mineres importants en el Witwatersrand. Boksburg forma part del Municipi Metropolità d'Ekurhuleni, que inclou gran part del Rand de l'Est.
El 1887 s'hi va descobrir or. La ciutat compta actualment amb un diversificat centre industrial i miner, i ha esdevingut una de les ciutats productores d'or més importants del Witwatersrand.